# Chiesa del Carmine (Galatina)
La chiesa del Carmine è una chiesa barocca di Galatina, la cui prima edificazione risale alla seconda metà del XVII secolo, in seguito all'insediamento in città, nel 1618, dei carmelitani. 
L'attuale edificio è frutto di ricostruzioni compiute tra il 1720 e il 1724, a causa del crollo avvenuto nel 1719.

## Architettura

### Prospetto
La facciata è ripartita in tre ordini da trabeazioni percorse da motivi a dentelli. Nella parte inferiore si apre il portale decorato con fregi vegetali, volute a traforo e testine alate che inquadrano, nella sommità, il rilievo raffigurante la Madonna del Carmine. Le ante lignee del portale furono realizzate nel 1745 dal maestro galatinese Donato Costantino come rivelano le due formelle intagliate che riportano il suo nome. Ai lati del portale sono inserite, entro nicchie scolpite, le sculture in pietra dei profeti Elia, a sinistra, ed Eliseo, a destra, mentre nell'ordine intermedio, ai lati dell'ampia finestra con cornice riccamente decorata, sono collocate le statue di Santa Teresa d'Avila, a sinistra, e Santa Maria Maddalena de' Pazzi, a destra. Ai margini dell'ordine superiore sono due slanciati pinnacoli piramidali che attraverso sottili volute si raccordano al timpano spezzato inquadrando lo stemma dell'Ordine carmelitano incoronato.

### Interno
L'interno presenta un impianto ad aula unica rettangolare con quattro cappelle per lato. Per l'intero perimetro corre un'aggettante trabeazione segnata da una cornice a dentelli che individua, lungo le pareti laterali, due ordini. In quello inferiore, le paraste scanalte con capitelli compositi si alternano ad arcate a tutto sesto, mentre nell'ordine superiore si intervallano alle finestre e alle cornici dal profilo mistilineo. La volta, decorata a finti cassettoni, è arricchita da un affresco raffigurante l'Apparizione della Vergine a San Simone Stock, realizzato nel 1915 dal pittore gallipolino Agesilao Flora.
La chiesa è caratterizzata dall'imponente macchina settecentesca dell'altare maggiore con tela della Madonna del Carmine, al centro, le statue del profeta Elia e di San Giuseppe a sinistra, e quelle di San Giovanni Battista e di Sant'Angelo Martire a destra. Tra le altre opere si ricordano: l'affresco della Madonna col Bambino nella prima cappella a sinistra, il presepe realizzato da Mauro Manieri intorno al 1736 nell'altare intitolato alla Natività del Signore, ultimo a destra e, nella stessa cappella, il settecentesco organo. 
Si segnalano, inoltre, sopra l'altare maggiore la tela raffigurante la Visione di Santa Maria Maddalena de' Pazzi e, in controfacciata, la Sacra Famiglia, entrambe del XVIII secolo.

## Convento
Intorno alla metà del XVII secolo, quando si procedeva all'edificazione dell'attiguo convento, la comunità fu coinvolta dal provvedimento di soppressione di Innocenzo X del 1652. Pochi anni dopo fu concesso ai Carmelitani di rientrare a Galatina e di ampliare il complesso addossato sul lato destro della chiesa organizzando gli ambienti conventuali su due piani intorno ad un chiostro porticato. I lavori furono condotti tra gli anni '70 e '80 del XVII secolo. Ulteriori ampliamenti furono realizzati nel corso del XVIII secolo, ma nel 1809 la comunità fu definitivamente soppressa e gli ambienti conventuali destinati ad accogliere prima una caserma e poi l'Ospedale civile.